# 京都府の市町村章一覧
京都府の市町村章一覧（きょうとふのしちょうそんしょういちらん）は、京都府内の市町村に制定されている、あるいは制定されていた市町村章の一覧である。なお、一覧の順序は全国地方公共団体コード順による。廃止された市町村章は廃止日から順に掲載している。

## 市部
| 市       | 市章 | 由来                                                                  | 制定日        | 備考 |
| -------- | ---- | --------------------------------------------------------------------- | ------------- | --- |
| 京都市   |      | 「京」の字を図案化したものに御所車を配したもの                        | 1960年1月1日  | 2代目の市章である 国際観光文化都市として安易な紋章であったことから旧章に御所車で囲んだものを採用している 色は金色と紫色が指定されている |
| 福知山市 |      | 「フ」を9つ組み合わせたもの                                           | 1938年12月1日 | |
| 舞鶴市   |      | 周囲の○が「マ」、中のYは「イ」、全体で「ツル」を表現                  | 1944年1月20日 | 2代目の市章である |
| 綾部市   |      | 「a」を図案化したもの                                                 | 1950年8月1日  | |
| 宇治市   |      | 「宇」を図案化したもの                                                | 1951年1月22日 | 宇治町章として制定され、市制施行後に継承される                                                                                          |
| 宮津市   |      | 「ミ」＝Mを中心に、円の先端は「ヤ」、全体を通じて「ツ」を表現したもの | 1954年8月10日 | |
| 亀岡市   |      | 「カ」・「メ」・「か」・「め」・「KA」・「H」を図案化したもの         | 1955年4月6日  | |
| 城陽市   |      | 「城」・太陽のイメージを合わせたもの                                  | 1972年5月3日  | 城陽町制時の1955年4月26日に制定され、市制施行後に継承された                                                                             |
| 向日市   |      | ヒマワリと「向」を図案化したもの                                      | 1982年10月1日 | 2代目の市章である |
| 長岡京市 |      | 「長」を図案化したもの                                                | 1972年10月1日 | 長岡町制時の1959年10月に制定、1960年9月24日に再制定され、市制施行後に継承される                                                         |
| 八幡市   |      | 「竹」と「八」を図案化したもの                                        | 1964年10月1日 | 八幡町章として制定され、市制施行後に継承される                                                                                          |
| 京田辺市 |      | 「田」を図案化したもの                                                | 1962年6月28日 | 田辺町章として制定され市制施行後に継承される                                                                                            |
| 京丹後市 |      | 「丹」を図案化したもの                                                | 2004年4月1日  | 色は円は赤色・それ以外は青色が指定されている                                                                                            |
| 南丹市   |      | 「な」を図案化したもの                                                | 2005年10月7日 | 色は円は赤色・左側の三日月の形は緑色・中央の波の形は黄緑色に指定されている 2006年1月1日に告示された                                     |
| 木津川市 |      | 「木」を図案化したもの                                                | 2007年3月12日 | 色は青色が指定されている |

## 町村部
| 郡     | 町村       | 町村章 | 由来                                                   | 制定日         | 備考                                                                   |
| ------ | ---------- | ------ | ------------------------------------------------------ | -------------- | ---------------------------------------------------------------------- |
| 乙訓郡 | 大山崎町   |        | 天王山を中心に、町が一体になっている姿を図案化したもの | 1967年10月27日 |                                                                        |
| 久世郡 | 久御山町   |        | 「久」を図案化したもの                                 | 1969年10月1日  |                                                                        |
| 綴喜郡 | 井手町     |        | 「い」を図案化したもの                                 | 1968年1月16日  |                                                                        |
| 綴喜郡 | 宇治田原町 |        | 「う」を図案化したもの                                 | 1969年11月21日 |                                                                        |
| 相楽郡 | 笠置町     |        | 「カサ」を表している                                   | 1970年3月18日  |                                                                        |
| 相楽郡 | 和束町     |        | 4つの村を「和」で束ねたもの                            | 1970年3月20日  | 1981年12月28日に条例化された                                           |
| 相楽郡 | 精華町     |        | 「せ」を図案化したもの                                 | 1971年10月     | 色は緑色が指定されている                                               |
| 相楽郡 | 南山城村   |        | 「み」を図案化したもの                                 | 1964年9月15日  |                                                                        |
| 船井郡 | 京丹波町   |        | 「丹」を図案化したもの                                 | 2005年10月11日 | 色は緑色と黄緑色が指定されている                                       |
| 与謝郡 | 伊根町     |        | 「イネ」を変形したもの                                 | 1955年9月30日  |                                                                        |
| 与謝郡 | 与謝野町   |        | 「y」を図案化したもの                                  | 2006年3月1日   | 色は円は緑色・それ以外は青色が指定されている 2005年9月21日に公表された |

## 廃止された市町村章
| 市郡     | 町村     | 市町村章 | 由来                                                                                 | 制定日         | 廃止日         | 備考 |
| -------- | -------- | -------- | ------------------------------------------------------------------------------------ | -------------- | -------------- | --- |
| 伏見市   |          |          | 「亻（にんべん）」と「犬」で三角形を作り、表したもの                                 | 1893年         | 1931年4月1日   | 伏見町章として制定され、市制施行後に継承された                                                                                           |
| 舞鶴市   |          |          | 不明                                                                                 | 1897年         | 1943年5月27日  | 舞鶴町章として制定され、初代の市章として継承される                                                                                       |
| 東舞鶴市 |          |          | 不明                                                                                 | 1939年3月10日  | 1943年5月27日  | |
| 京都市   |          |          | 「京」の字を図案化したもの                                                           | 1891年10月2日  | 1960年1月1日   | 初代の市章である 現在は略章として使用されている                                                                                          |
| 向日市   |          |          | 「ム」を図案化したもの                                                               | 1972年10月1日  | 1982年10月1日  | 1965年5月18日に向日町章として制定され、市制施行後に継承され、再制定された 現在は略章として使用されている                                 |
| 中郡     | 峰山町   |          | 「M」・「み」を図案化したもの                                                        | 1956年3月24日  | 2004年4月1日   | |
| 中郡     | 大宮町   |          | 外側に「大」を配し、内側に「宮」を図案化したもの                                     | 1953年7月1日   | 2004年4月1日   | |
| 竹野郡   | 網野町   |          | 「あみの」・「A」を図案化したもの                                                    | 1950年7月10日  | 2004年4月1日   | |
| 竹野郡   | 丹後町   |          | 「丹」を図案化し、下側の白い空白部分は双葉を表したもの                               | 1957年6月15日  | 2004年4月1日   | |
| 竹野郡   | 弥栄町   |          | 「弥栄」を図案化したもの                                                             | 1935年         | 2004年4月1日   | 弥栄村章として制定されていたものを町制施行後に継承された                                                                                 |
| 熊野郡   | 久美浜町 |          | 三つの「久」を組み合わせて図案化したもの                                             | 1955年7月14日  | 2004年4月1日   | |
| 北桑田郡 | 京北町   |          | 「京」を図案化したもの                                                               | 1955年9月23日  | 2005年4月1日   | |
| 船井郡   | 丹波町   |          | 「丹」を図案化したもの                                                               | 1961年5月25日  | 2005年10月11日 | |
| 船井郡   | 和知町   |          | 全体は鳳を表し、中央部分は長老ヶ岳を表したもの                                       | 1963年9月1日   | 2005年10月11日 | |
| 船井郡   | 瑞穂町   |          | 農村を想像させる「米」を図案化したもの                                               | 1955年4月1日   | 2005年10月11日 | |
| 天田郡   | 三和町   |          | 「ミワ」を組み合わせ、図案化したもの                                                 | 1986年11月28日 | 2006年1月1日   | 1956年4月に制定されていたものを1986年11月28日に公式に条例化されたもの                                                                    |
| 天田郡   | 夜久野町 |          | 「や」を図案化したもの                                                               | 1960年8月      | 2006年1月1日   | |
| 加佐郡   | 大江町   |          | 「大」を図案化したもの                                                               | 1952年3月31日  | 2006年1月1日   | |
| 北桑田郡 | 美山町   |          | 「み」を力強く図案化したもの                                                         | 1955年10月10日 | 2006年1月1日   | |
| 船井郡   | 園部町   |          | 「その」を組み合わせたもの                                                           | 1955年4月20日  | 2006年1月1日   | |
| 船井郡   | 八木町   |          | 「やぎ」を図案化したもの                                                             | 1961年4月1日   | 2006年1月1日   | |
| 船井郡   | 日吉町   |          | 「日」・「H」を意匠化したものであるが、羽ばたく鳥を図案化したもの                    | 1965年11月5日  | 2006年1月1日   | 1965年9月の日吉町議会で決定され、同年11月5日に制定された                                                                                 |
| 与謝郡   | 加悦町   |          | 「か」と「や」を「Y」で組み合わせて輪を形どり「和」を象徴したもの                    | 1955年7月29日  | 2006年3月1日   | |
| 与謝郡   | 岩滝町   |          | 「岩」の字を正円形に実線幅を以て表し、実線の間隔は実線幅の2分の1として図案化したもの | 1970年3月16日  | 2006年3月1日   | 1925年7月に宮津・文珠・岩滝間運行の汽船が岩滝町営となり、その時に船旗として掲げられていたものを1970年3月16日に正式に制定されたものである |
| 与謝郡   | 野田川町 |          | 「ノダガワ」を図案化して組み合せたもの                                               | 1956年3月20日  | 2006年3月1日   | |
| 相楽郡   | 木津町   |          | 「き」と「づ」を図案化したもの                                                       | 1975年11月1日  | 2007年3月12日  | |
| 相楽郡   | 山城町   |          | 「山」を図案化したもの                                                               | 1958年12月20日 | 2007年3月12日  | |
| 相楽郡   | 加茂町   |          | 外側には三つの円・中側は「カ」を図案化したもの                                       | 1961年7月20日  | 2007年3月12日  | |

### 書籍
- 小学館辞典編集部 編『図典 日本の市町村章』（初版第1刷）小学館、2007年1月10日。ISBN 4095263113。
- 近藤春夫『都市の紋章 : 一名・自治体の徽章』行水社、1915年。NDLJP:955061
- 中川幸也『シリーズ人間とシンボル第2号「都市の旗と紋章」』中川ケミカル、1987年10月11日。
- 丹羽基二『日本の市章 （西日本）』保育社、1984年5月5日。
- 望月政治『都章道章府章県章市章のすべて』日本出版貿易株式会社、1973年7月7日。
- NHK情報ネットワーク『NHKふるさとデータブック6 [近畿]』日本放送協会、1992年5月1日。

### 自治体書籍
- 舞鶴市役所『旧・舞鶴市例規集』京都府舞鶴市。
- 東舞鶴市役所『東舞鶴市例規集』京都府東舞鶴市。
- 美山町役場『広報美山 縮刷版』京都府北桑田郡美山町総務課、1977年。
- 日吉町役場『縮刷版　日吉町政だより　創刊号から150号　昭和30年から昭和53年12月』京都府船井郡日吉町、1979年。